# Hemidactylus makolowodei
Hemidactylus makolowodei este o specie de șopârle din genul Hemidactylus, familia Gekkonidae, descrisă de Bauer, Lebreton, Chirio, Ineich și Talla Kouete în anul 2006. Conform Catalogue of Life specia Hemidactylus makolowodei nu are subspecii cunoscute.